# Shanik Hughes
Shanik Hughes (Ciudad de México, México, 13 de octubre de 1987) es una actriz, conductora, compositora y cantante mexicana y estadounidense que se ha destacado por su participación en escenarios radiofónicos, discográficos, teatrales y cinematográficos.

## Infancia e inicio de su carrera artística
Su carrera inició en México, cuando a los tres años de edad protagonizó una diversa serie de comerciales transmitidos en cadena nacional y a los cinco años participó en el programa Sábado Gigante (Univisión).
En su camino hacia el perfeccionamiento de su carrera artística, recorrió las aulas de reconocidas instituciones como el Centro de Educación Artística (CEA) de Televisa, CasAzul, TVI Studios en Los Ángeles y Broadway Dance Center en Nueva York. Asimismo, tomó clases de canto con Manuel Lujan.
Con el tiempo, a la par de la actuación, tomó el camino de la música. Se internó en géneros de la danza como ballet clásico, flamenco, tango, jazz, tap y hip-hop. Aquellos aprendizajes y el amplio repertorio artístico adquirido como compositora y cantante fueron volcados en su primer disco: Shanik (2009).

## Carrera como actriz
En 2011, Shanik se trasladó a Miami, donde fue elegida para actuar en el reality show Protagonistas, producido por la cadena Univisión. Su sobresaliente papel y la intensa relación que el público desarrolló con ella dieron un impulso notable a su carrera. Después de ello, participó en múltiples producciones como Rosario (Univisión, 2012), Corazón valiente (Telemundo/NBC, 2013), Libre para amarte (Televisa, 2014) y Hoy es para amar (Televisa, 2015).
A la par, encaminó sus pasos al teatro con obras como Joseph and the Amazing Multicolor Coat (2010), producida en Broadway, y también con Almost Maine (2013) y Kill Me Because I Am Dying! (2016), bajo la dirección de Lorena Perezios y David Palazuelos, respectivamente. Asimismo, actuó en la película Todos queremos a alguien (2017), al lado de Karla Souza y José María Yazpik.
En el ámbito radiofónico, Shanik inició su carrera con el programa Hombres en la estación digital Cabina en vivo. Desde entonces ha trabajado también en programas como Mujeres y yo (2016), producido por Radio Latino INC.

## Proyectos sociales
Entre 2015 y 2020, y a raíz de su experiencia como madre, Shanik desarrolló como productora y conductora su proyecto Mama Kangaru. En él compartió con otros padres de familia información para el desarrollo integral de los bebés y los niños, transmitiendo el privilegio y la gran responsabilidad que implica tener un hijo.
Adicionalmente, durante su estancia en Los Ángeles, Shanik trabajó como voluntaria en Mariners Church. Hoy, asentada en Boulder, Colorado, integra el elenco musical con el que Red Rocks Church alimenta su comunidad.

## Actualidad
En la actualidad, Shanik dirige todas sus energías a un nuevo proyecto: producirá e interpretará covers de música en español que destaquen la belleza de México y su inmensa cultura, así como la de otros países de Latinoamérica. Con ello, se acerca a cumplir su sueño de tocar la vida de las personas por medio de la música.